# Dothiora europaea
Dothiora europaea är en svampart som beskrevs av Froid. 1972. Dothiora europaea ingår i släktet Dothiora och familjen Dothioraceae.   Inga underarter finns listade i Catalogue of Life.